# Unió Esportiva Cerdanyola de Mataró
La Unió Esportiva Cerdanyola de Mataró fou un club català de futbol del barri de Cerdanyola de la ciutat de Mataró, al Maresme.

## Història
El club va ser fundat l'any 1965. El 1967 s'inaugurà el seu camp municipal del Camí del Mig.
En una primera etapa el club arribà a jugar a la Territorial Preferent. Posteriorment vingueren uns anys de crisi i el club descendí fins a la Segona Territorial. El club es recuperà i ascendí a Primera Territorial on fou segon darrere el Vilassar de Mar. L'any següent ascendí a Preferent i de forma consecutiva a Primera Catalana i Tercera Divisió. Aquesta ha estat la màxima categoria en la qual ha jugat el club. En total hi romangué 4 temporades, entre els anys 1993 i 1997.
L'any 2009 el club es retirà de la competició oficial i es fusionà amb el CE Mataró esdevenint segon equip del club i desapareixent de la vida esportiva de la ciutat.
Aquest mateix any es fundà al barri l'Associació Esportiva i de Lleure Cerdanyola, ocupant l'espai deixat per la UE Cerdanyola.

## Temporades
- 1992-1993: 1a Catalana 4t
- 1993-1994: 3a Divisió 10è
- 1994-1995: 3a Divisió 14è
- 1995-1996: 3a Divisió 15è
- 1996-1997: 3a Divisió 16è
- 1997-1998: 1a Catalana 18è
- 1999-2000: 1a Catalana 11è
- 2000-2001: 1a Catalana 15è
- 2001-2002: 1a Catalana 8è
- 2002-2003: 1a Catalana 18è